# Matematički dokaz
Matematički dokaz je logičko-matematički postupak kojim se s pomoću aksioma i ranije dokazanih teorema potvrđuje ili opovrgava neki iskaz ili teorem. Zaključivanje je najčešće deduktivno ili induktivno.

## Metode dokazivanja
1. Izravni dokaz.
Na primjer, neka je iskaz: zbroj dva parna broja je uvijek paran broj.
Pretpostavimo da su x i y parni brojevi. Budući da su parni, moguće ih je napisati kao x = 2a i y = 2b gdje su a i b brojevi iz skupa cijelih brojeva. Tada se može vidjeti da je zbroj x + y = 2a + 2b = 2(a + b) jasno djeljiv s dva, tj. paran.
2. Matematička indukcija
Ako tvrdnja vrijedi za broj 1, i ako iz pretpostavke da tvrdnja vrijedi za neki prirodni broj n slijedi da tvrdnja vrijedi za n + 1 onda ona vrijedi za svaki prirodni broj.
3. Kontradikcija 
Jedan od popularnijih načina dokazivanja teorema je "metoda suprotnog".
Ako se pokušava dokazati tvrdnja {\displaystyle A}, pretpostavi se da vrijedi tvrdnja {\displaystyle \neg A} (negacija od {\displaystyle A}) i izvedu se deduktivno posljedice. Ako se naiđe na kontradikciju (iskaz koji je u suprotnosti s aksiomima ili prethodno dokazanim teoremima) zaključuje se da je pretpostavka pogrešna, tj. da vrijedi: {\displaystyle \neg \neg A=A} i time je tvrdnja {\displaystyle A} dokazana.
4. Kontrapozicija
Tvrdnja ako je {\displaystyle A} onda je {\displaystyle B} je ekvivalentna tvrdnji: ako je {\displaystyle \neg B} onda je {\displaystyle \neg A}.
Zove se tako jer ono što implicira  i ono što je implicirano zamjenjuju mjesta u logičkom sudu.
Primjer:
Ako dobijem čokoladu, bit ću biti sretan. 
Ako dovršim zadaću, bit ću sretan.
Ako ne budem nesretan, bit ću sretan.
Svaka od ovih tvrdnji implicira to da će subjekt "biti sretan".
Dakle, ako subjekt nije sretan, tada niti jedan od tri uvjeta ne može niti ispunjen - jer kada bi barem jedan bio ispunjen - subjekt bi bio sretan.
Drugi primjer je para-voda:
Ako ima pare, ima vode. (Primijetimo da obrat nužno ne vrijedi.)
Zaključujemo: ako nema vode, nema ni pare.
Očito je da vrijedi i obrat, odnosno iz tvrdnje ako nema vode, nema ni pare slijedi tvrdnja ako ima pare, ima vode. (Jer prva tvrdnja ristriktira postojanje pare samo u onom slučaju kada ima vode.)
Zato su te dvije tvrdnje ekvivalentne. Dodajmo još da se zato ova metoda često koristi pri praktičnoj provjeri tvrdnji koje su nužni uvjeti.
5. Konstrukcija
6. Vizualni dokaz. 
Najpoznatiji je vizualni dokaz Pitagorinog teorema.
7. Statistički dokaz